# Johannes Eder
Pour les articles homonymes, voir Eder.
Johannes Eder, né le 19 octobre 1979, est un fondeur autrichien. 

## Biographie
Il commence sa carrière au haut niveau en 1998 et participe à ses premières épreuves de Coupe du monde. Il marque ses premiers points lors d'un sprint disputé en novembre 1998 (24e).
Durant les Jeux olympiques d'hiver de 2006, il est accusé d'avoir effectué une injection illicite et reçoit un suspension d'un an.
En mars 2007, lors des Championnats du monde, il a terminé quatrième du quinze kilomètres libre. Ce résultat lui sera ensuite retiré pour cause de dopage.
En novembre 2007, Johannes Eder et cinq autres skieurs autrichiens sont bannis à vie de toutes compétitions par le CIO à la suite du scandale de dopage des Jeux olympiques de Turin 2006.